# Stäudd
Stäudd är en bebyggelse vid Mälaren i Munktorps socken i Köpings kommun. Från 2015 till 2023 avgränsade SCB här en småort.